# FINO-Forschungsplattformen

Karte der Offshore-Windkraftanlagen in der Deutschen Bucht

Die FINO-Forschungsplattformen sind drei deutsche Forschungseinrichtungen in der deutschen Ausschließlichen Wirtschaftszone in der Nordsee und der Ostsee.

## Geschichte
Zur Forcierung der Offshore-Windenergie sollten im Rahmen des deutschen Zukunftsinvestitionsprogramms (ZIP) aus den Erlösen des Verkaufs von UMTS-Lizenzen ab 2001 15,4 Mio. Euro bereitgestellt werden. Mit diesen Mitteln sollten drei Forschungsplattformen in Nord- und Ostsee (FINO) gebaut und betrieben werden. Dazu heißt es im Strategiepapier der Bundesregierung zur Windenergienutzung von 2002:
Nach Abstimmung mit den betroffenen Ressorts sollen im Laufe des Jahres 2002 in drei potenziellen Eignungsgebieten und in unmittelbarer Nähe von geplanten und beim Bundesamt für Seeschifffahrt und Hydrographie beantragten größeren Offshore-Windparks drei Offshore-Forschungsplattformen errichtet werden:
In der Nordsee rd. 40 km nördlich der Insel Borkum und rd. 70 km westlich der Insel Sylt sowie in der Ostsee eventuell rd. 40 km nördlich der Insel Rügen. Mit Hilfe dieser Forschungsplattformen werden folgende Untersuchungen durchgeführt:
- Im Auftrag des BMWi Messungen der Windstärke und Turbulenzen in Abhängigkeit von der Höhe, der Wellenhöhe, der Stärke der Meeresströmungen und der Beschaffenheit des Meeresuntergrundes;
- Im Auftrag des BMVBW Messungen der Dichte des Schiffsverkehrs in der Umgebung der Offshore-Forschungsplattformen;
- Im Auftrag des BMU ökologische Begleitforschung unter anderem zu Fragen des Vogelzugs, des Schweinswalvorkommens, der Benthosgemeinschaften und der Vermeidung von Umweltschäden durch Schiffskollisionen.

Bereits 2001 wurde die Germanische Lloyd WindEnergie GmbH (GL) mit der Projektierung dieser Forschungsplattformen betraut. Schon vor dem Bau der ersten war jedoch klar, dass die Mittel nicht für zwei weitere Plattformen ausreichen würden.
Zunächst wurde daher der Bau der Ostsee-Plattform zurückgestellt und die Ausschreibung einer zweiten Plattform in der Nordsee als FINO 2 vorbereitet – doch auch hierzu kam es nicht mehr. Diese beiden Plattformen konnten letztlich nur durch das finanzielle Engagement der Länder Mecklenburg-Vorpommern und Schleswig-Holstein noch realisiert werden.

## Allgemeines
Die Stationen FINO 1 und 3 gehören zum Netz der Messstationen des MARNET.
Alle Plattformen befinden sich außerhalb der 12-Seemeilen-Zone, d. h. in der Ausschließlichen Wirtschaftszone (AWZ) der Bundesrepublik Deutschland.
Die Forschungsplattformen waren lt. damaliger Seeanlagenverordnung nicht genehmigungspflichtig, sofern sie nicht wirtschaftlichen Zwecken dienen und die Errichtung vor dem 31. Dezember 2008 begann. In diesem Fall waren sie allerdings der zuständigen Genehmigungsbehörde, dem Bundesamt für Seeschifffahrt und Hydrographie (BSH), anzuzeigen. Seit Anfang 2012 fallen auch Forschungsplattformen unter das Genehmigungsregime des BSH.
Ferner befindet sich eine Strahlenmessanlage des Bundesamtes für Strahlenschutz mit Anbindung an das ODL-Messnetz auf der Plattform.
| Merkmal                         | FINO 1                  | FINO 2                  | FINO 3                   |
| ------------------------------- | ----------------------- | ----------------------- | ------------------------ |
| Standort                        | Nordsee (nördl. Borkum) | Ostsee (nördl. Rügen)   | Nordsee (westl. Sylt)    |
| Wassertiefe / max. Wasserstand  | 28 m / + 5,7 m          | ≈24 m                   | ≈22 m / + 4,5 m          |
| 100-Jahres-Welle                | 17 m                    | 11,5 m                  | ≈18,5 m                  |
| Gründungsart                    | Jacket                  | Monopile gerammt        | Monopile gerammt         |
| Pfahldurchmesser / -wandstärken | 4 × 1 m / 28 mm         | 3,3–2,5 m / 63 mm       | 4,7–2,7 m / 65 mm        |
| Pfahleinbindetiefe              | 4 × 30 m                | 25 m                    | 30 m                     |
| Fläche Arbeitsdeck              | 16 × 16 m²              | 12,2 × 12,2 m²          | 13 × 13 m²               |
| Deckshöhenlage                  | 20 m ü. SKN             | 10 m ü. SKN             | 21,5 m ü. SKN            |
| Hauptzugang über                | Hubschrauberplattform   | Bootsanleger            | Hubschrauberplattform    |
| Messmast Bauweise               | vierstielig, geschweißt | vierstielig, geschweißt | dreistielig, verschraubt |
| Mastbasisbreite / -höhe         | 4 m / 84 m              | 4,5 m / 90 m            | 6 m / 85 m               |
| Gesamthöhe und SKN              | 101,5 m                 | 100 m                   | 120 m                    |
| Datenübertragung                | Richtfunk und Kurzwelle | Satellit und Kurzwelle  | Satellit und Kurzwelle   |
| Energieversorgung               | 2 Dieselgeneratoren     | 2 Dieselgeneratoren     | 4 Dieselgeneratoren      |
| Tankkapazität (Diesel)          | 10 m³                   | 15 m³                   | ≥10 m³                   |

## Plattformen
| FINO1 |
| Projektleitung FINO 1 |
| Forschungs- und Entwicklungszentrum |
| Fachhochschule Kiel GmbH |
| Schwentinestr. 24 |
| 24148 Kiel |
| Forschungsprojekte |
| - Deutsches Windenergie-Institut (DEWI) (Wetter und Belastung an der Plattformkonstruktion) - Deutscher Wetterdienst (Meteorologie) - BSH (Hydrographie) - ISEB, Uni Hannover (Hydro) - Wasser- und Schifffahrtsdirektion (WSD) (Schiffsverkehr) - Vogelwarte Helgoland (Vogelzug) - Nationalparkamt Wattenmeer (MINOS) - Alfred-Wegener-Institut (AWI) (Beofino) - Inst. f. Ostseeforschung (Beofino) - ITAP Oldenburg (Schall) - ISD, Uni Hannover (Schall) |
| Förderung durch |
| - Bundesministerium für Wirtschaft und Technologie |

### FINO 1

#### Projekt
Die erste Plattform wurde im Jahr 2002 im Auftrag des Bundesministeriums für Wirtschaft und Technologie ausgeschrieben. Vorausgegangen waren Bodenuntersuchungen im Herbst 2001. Der GL koordinierte das Projekt, die IMS Ingenieurgesellschaft führte die Planung durch und die F+Z Baugesellschaft erhielt nach Ausschreibung den Bauauftrag. FINO 1 wurde im Juli 2003 errichtet, anschließend der Regelbetrieb durch den GL aufgenommen. Nach Abschluss der ersten Projektphase wurde die Plattform im Jahr 2005 an den Bund übergeben. Der Betrieb wurde zunächst jedoch weiter vom GL bzw. einer Tochtergesellschaft übernommen. Nach einer Ausschreibung des Bundesamtes für Umwelt, Strahlenschutz und Reaktorsicherheit übernahm die Forschungs- und Entwicklungszentrum der Fachhochschule Kiel GmbH im Februar 2012 für fünf Jahre den Betrieb der FINO 1. Diese betreibt bereits FINO 3.

#### Standort
Die Plattform steht im südlichen Bereich der deutschen Ausschließlichen Wirtschaftszone in der Nordsee am Borkumriff (Koordinaten: 54°01' N, 06°35' E). Direkt östlich davon befindet sich das Offshore-Windpark-Testfeld „alpha ventus“.

#### Konstruktion
Die Konstruktion ist auf einem Jacketfundament gegründet und besteht neben dem Arbeitsdeck von 16 × 16 m aus einem Helideck und einem Windmessmast.

#### Forschungsschwerpunkte
Die Forschungsschwerpunkte liegen bei Meteorologie, Schiffsverkehr, Benthos, Vogelzug.
| FINO2 |
| Projektleitung FINO 2 |
| DNV GL SE |
| Brooktorkai 18 |
| 20457 Hamburg |
| Forschungsprojekte |
| - Schifffahrtsinstitut (Schiffsverkehr) - IfaÖ (Vogelflug, Benthos) - WindConsult (Meteorologie) - Leibniz-Institut für Ostseeforschung (Hydrographie) |
| Förderung durch |
| - Bundesministerium für Wirtschaft und Energie - Wirtschaftsministerium Mecklenburg-Vorpommern                                                         |

### FINO 2

#### Projekt
Die zweite Plattform wurde im Jahr 2005, finanziert durch das Land Mecklenburg-Vorpommern und das BMU, vom Schifffahrtsinstitut Warnemünde in Angriff genommen. Das Rostocker Planungsbüro Inros-Lackner AG übernahm die Entwurfsplanung, Ausschreibung und Bauüberwachung bis zur Fertigstellung durch die ArGe F+Z/Aarsleff im Juli 2007.

#### Standort
Der Standort liegt 35 km nördlich von Rügen am äußeren Rand der deutschen Ausschließlichen Wirtschaftszone in der Ostsee, an der nordwestlichen Ecke des später gebauten Offshore-Windparks „EnBW Baltic 2“ (Koordinaten: 55° 00,42’ N, 013° 09,25’ E).

#### Konstruktion
FINO 2 ist eine Monopile-Konstruktion. Bei ihrer Auslegung mussten insbesondere auch Eislasten berücksichtigt werden. Das Deck ist etwa 12 × 12 m groß und trägt einen 90 m hohen Messmast.

#### Forschungsschwerpunkte
Die Forschungsschwerpunkte liegen bei Meteorologie, Schiffsverkehr, Benthos, Hydrographie.

### FINO 3
| FINO3 |
| Projektleitung FINO 3 |
| Forschungs- und Entwicklungszentrum |
| Fachhochschule Kiel GmbH |
| Schwentinestr. 24, 24149 Kiel |
| Forschungsprojekte |
| - TU Braunschweig (Pfahlgründungen) - FH Kiel (Blitze) - FH Kiel (Turbulenz) - CAU Kiel (Seismik) - GKSS Research Centre (Brechverhalten) - Windtest KWK (Meteorologie) - BSH (Hydrographie) - Vogelwarte Helgoland (Vogelzug) |
| Förderung durch |
| - Bundesministerium für Umwelt, Naturschutz und Reaktorsicherheit - Europäische Kommission - Ministerium für Wirtschaft, Wissenschaft und Verkehr Schleswig-Holstein                                                           |

#### Projekt
Die Projektidee „Neptun – Nordsee Entwicklungsplattform für Technologie und Naturschutz“ wurde Ende 2004 vom Forschungs- und Entwicklungszentrum Fachhochschule Kiel GmbH (FuE FH Kiel GmbH) aufgegriffen und vorangetrieben. Ein erster Antrag auf Förderung wurde Anfang 2005 gemeinsam mit einer Vielzahl wissenschaftlicher Forschungsanträge beim BMU und dem Land Schleswig-Holstein gestellt und etwa ein Jahr später lagen Zuwendungsbescheide über Förderungen von insgesamt 7,3 Mio. Euro vor. Nach einem halben Jahr Vorplanungsphase wurde im Herbst 2006 das Ausschreibungsverfahren gestartet. Nach dessen Abschluss wurde die Ed. Züblin AG im Juli 2007 mit Detailplanung und Bau beauftragt. Die Rammarbeiten am Standort fanden ab 27. Juli 2008 statt. Die Aufnahme des Regelbetriebes durch die FuE FH Kiel GmbH war für Oktober 2008 vorgesehen, aber die Montagearbeiten der Aufbauten sind u. a. wegen Wetterproblemen auf das Jahr 2009 verschoben worden. Am 31. August 2009 wurde die Forschungsplattform in Betrieb genommen.

#### Standort
Die Plattform steht im nördlichen Bereich der deutschen Ausschließlichen Wirtschaftszone der Nordsee, ca. 80 km westlich der Insel Sylt (Koordinaten: 55° 11,7’ N, 007° 09,5’ E) in unmittelbarer Nähe der Windparkprojekte DanTysk, Sandbank und Nördlicher Grund.

#### Aufbau
FINO 3 wurde auf einem Monopile (Gewicht: ca. 315 t) gegründet und mit einer Hubschrauberplattform ausgerüstet (Gesamtgewicht: ca. 600 t). Der auf dem 13 × 13 m großen Arbeitsdeck installierte ca. 85 m hohe Messmast ist mit einer 15 m langen Blitzfangstange ausgerüstet, so dass das Bauwerk eine Gesamthöhe von 120 m über Seekartennull erreicht.
Auf dem Arbeitsdeck stehen zwei 20-fuß-Container für Messtechnik und Energieversorgung sowie ein 10-fuß-Tankcontainer. Die Wassertiefe am Standort beträgt 23 m und der Monopile wurde mit ca. 6500 Rammschlägen ca. 30 m tief in den Meeresboden getrieben.

#### Forschungsschwerpunkte
Die Forschungsschwerpunkte der ersten Messphase liegen bei Gründungsverhalten, Blitzschutz, Meteorologie u. a. Die Plattform steht für weitere Forschungs- und Entwicklungsprojekte auch kleinerer und mittlerer Unternehmen (KMU) zur Verfügung.